# Ben Pastor

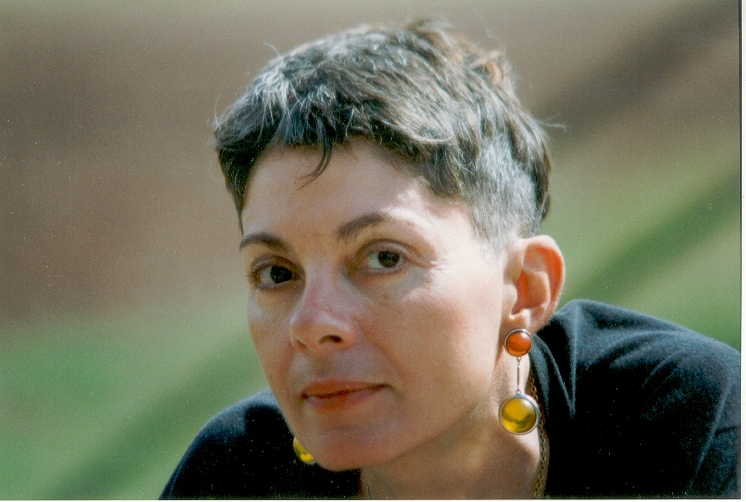
Ben Pastor

Ben Pastor, pseudoniem van Maria Verbena Volpi, is een auteur van Italiaans-Amerikaanse nationaliteit, geboren in Rome op 4 maart 1950.
Na haar studies archeologie aan de universiteit  La Sapienza in Rome, verhuisde zij naar de Verenigde Staten waar ze aan diverse universiteiten in Ohio, Illinois en Vermont doceerde. 
In 2000 publiceerde zij in de VS Lumen, de eerste detectiveroman in de reeks van Martin Bora, een gekwelde Duitse officier-onderzoeker die is gebaseerd op de figuur van Claus von Stauffenberg, uitvoerder van de aanslag op Hitler in 1944. Dit is de eerste in een reeks van romans die Bora volgen doorheen zijn militaire carrière en de Tweede Wereldoorlog in onder meer Polen, Oekraïne en Italië. Een tweede reeks is opgebouwd rond Aelius Spartianus, een Romeinse soldaat-detective in de vierde eeuw. Daarnaast is ze de auteur van een tweeluik rond Karel Heida en Solomon Meisl, in het Praag aan de vooravond van de Eerste Wereldoorlog.
Terugkerende thema's in haar werk zijn de liefde voor de klassieke oudheid en het pijnlijke onderzoek naar de menselijke conditie in tijden van oorlog. De verhalen van Ben Pastor worden gekenmerkt door een sterke invloed van het postmodernisme, waar de klassieke regels van het mysterie zich vermengen met die van de historische en de psychologische roman. Pastors literaire stijl is geavanceerd en complexe, mogelijks het resultaat van haar passie voor auteurs als Herman Melville, Yukio Mishima, Joseph Roth, Toni Morrison, Nikos Kazantzakis en Georges Simenon, naast de invloed van Raymond Chandler en Hans Hellmut Kirst.